# 아쿠아 알시에티나

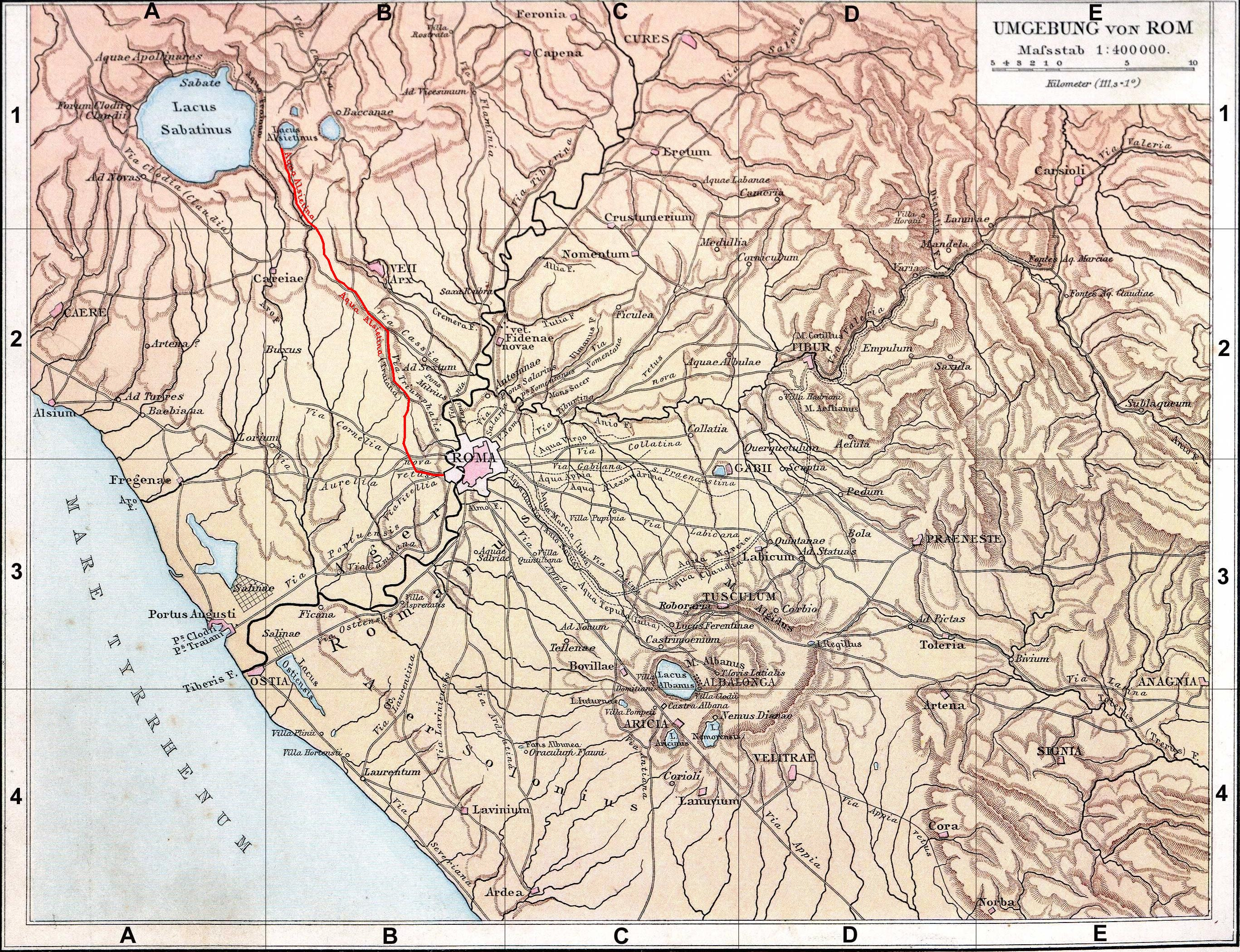

아쿠아 알시에티나(라틴어: Aqua Alsietina)는 고대 로마의 수도교이며 아그리파가 죽은지 10년 뒤인 기원전 2년에 완공되었다. 총길이는 32.9km로 수질이 나빠서 음용이 불가능 하였다. 하지만 이 수도는 공장등의 공업용수로 쓰기 위하여 건설되었기에 그러한 것이다. 로마의 북서쪽에 있는 마르티냐노 호수 중간에 갱도를 파서 이 물을 로마의 트라스테베레라고 불리는 테베레강 서안에 밀집에 있던 공장지대에 공업용수로 공급하였다.

## 같이 보기
- 로마의 수도교 목록